# Amynthas agrestis
Amynthas agrestis is een ringworm uit de familie van de Megascolecidae. De wetenschappelijke naam van de soort werd voor het eerst geldig gepubliceerd in 1899 door Goto en Hatai als Perichaeta agrestis.